# Bijenschans

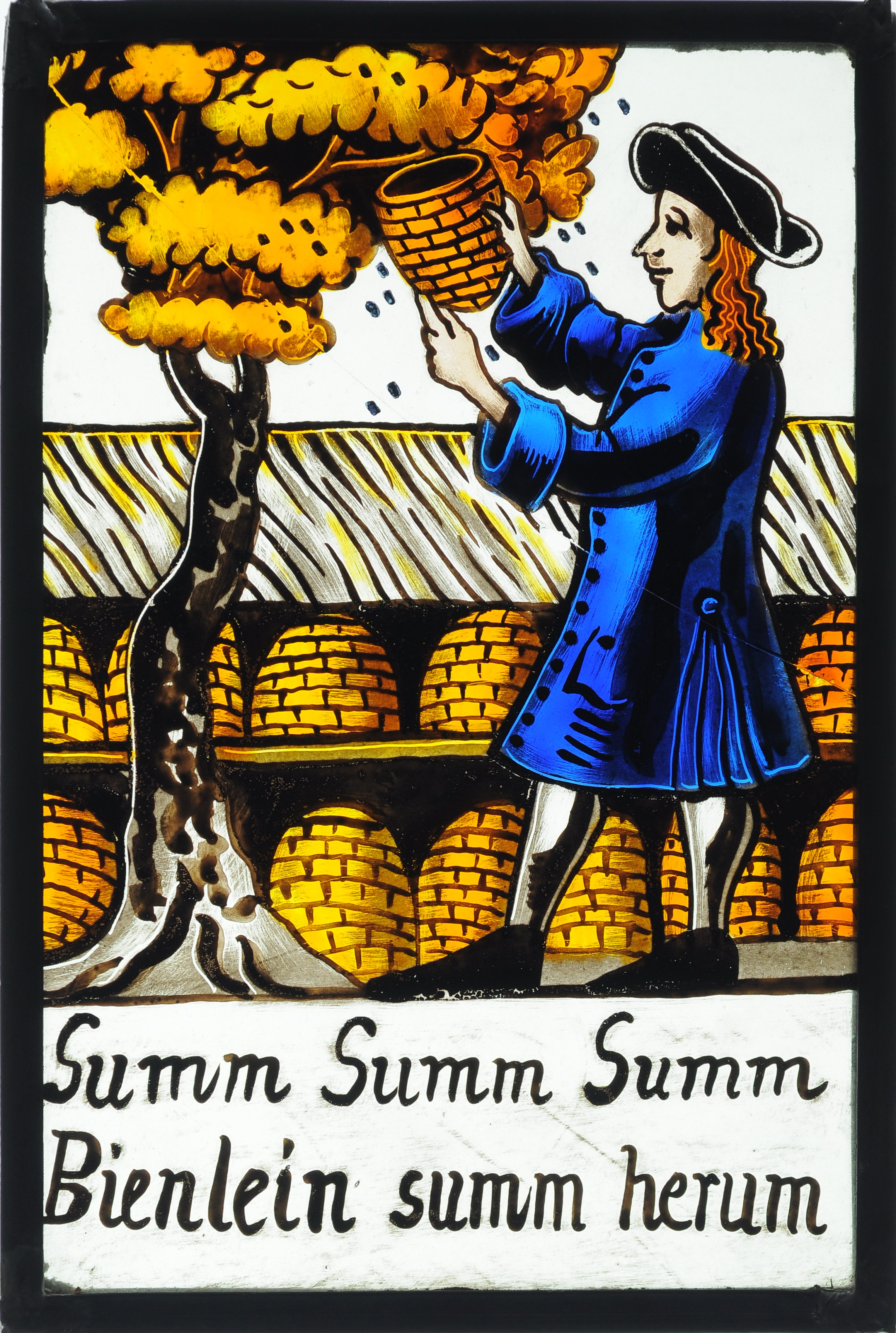
Bijenschans

Een bijenschans, bijenhuis of bijenstal is een kleine schuur waarin zich een schraag bevindt waarop bijenkorven en/of bijenkasten kunnen worden geplaatst.
De schans is voorzien van een dak dat met aarde wordt afgedekt. Dit geeft beschutting tegen felle zon en wind. De opening van de schans is op het oosten gericht. De korven worden dus verwarmd door de opgaande zon. Als de zon later op de dag in kracht wint, biedt de schans juist beschutting.
Er zijn alleen al in Nederland duizenden bijenschansen geweest, vanaf de middeleeuwen. Met name op de hooggelegen woeste gronden waren deze aanwezig, ten behoeve van de productie van honing en was. Deze zijn na 1900 weliswaar verdwenen, maar eind 20e eeuw en begin 21e eeuw werden er weer enkele nieuwe aangelegd, soms als reconstructie. Zo werd in 2017 een gereconstrueerde bijenschans geopend op Landgoed de Utrecht.

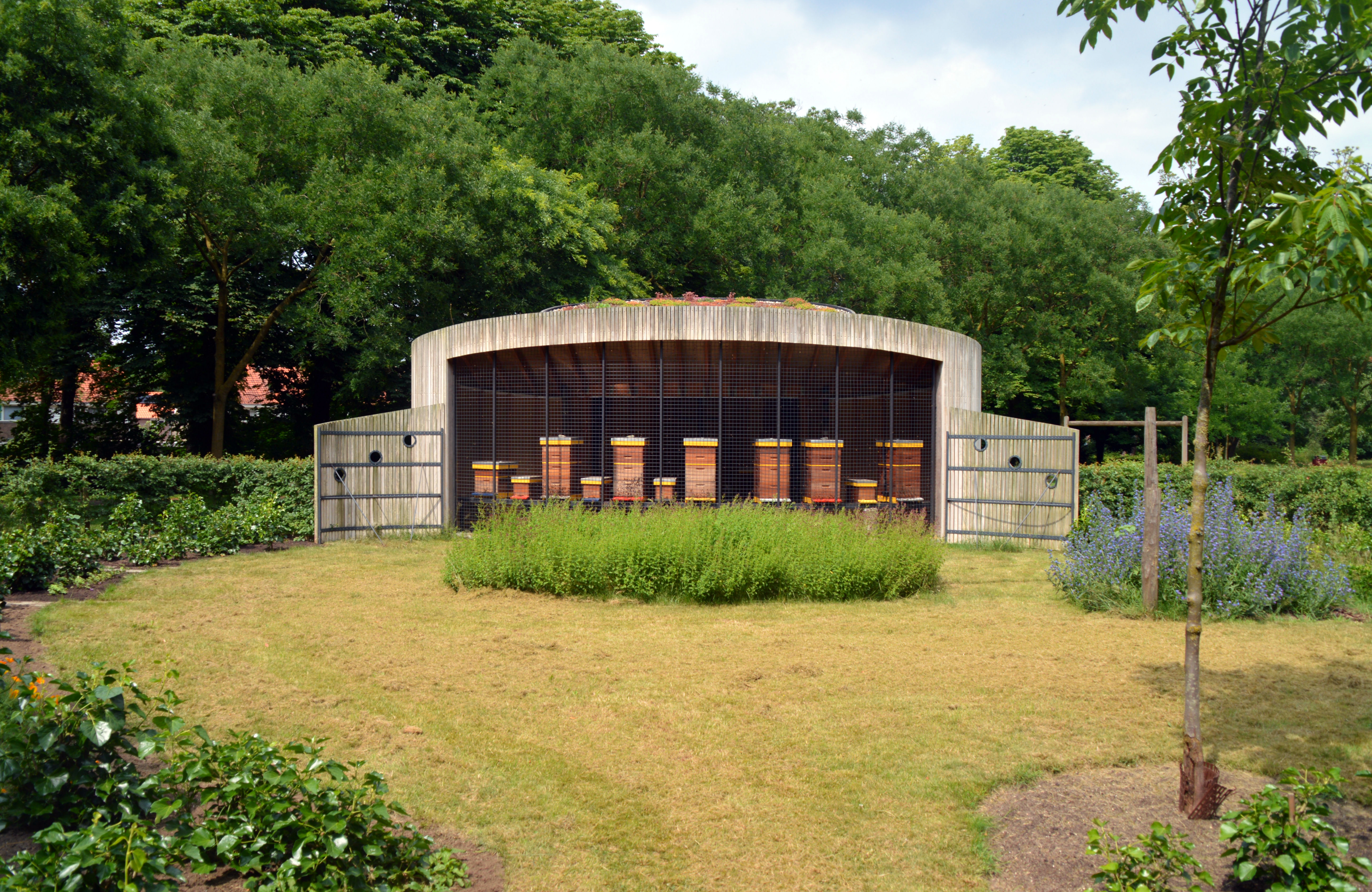
Bijenstal in het Goffertpark, Nijmegen

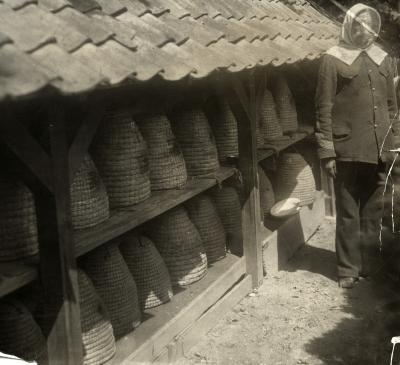
Bijenkorven bij tehuis Bronbeek